# Костел Непорочного Зачаття Пресвятої Діви Марії (Мурафа)
Костел Непорочного Зачаття Пресвятої Діви Марії в Мурафі — культова споруда в Мурафі, храм римо-католицької парафії, яка є однією з найбільших у Кам'янець-Подільській дієцезії Римо-католицької церкви в Україні.

## Місце розташування та історія
На північний схід від Шаргорода, на лівому березі річки Мурафи, розташоване село Мурафа. Перша письмова згадка про Мурафу — від 1432 р., коли неподалік села Копистирина 30 листопада 1432 року відбулася битва загону прибічника великого литовського князя Свидригайла князя Федька Острозького з військами польських воєвод Вінцентія з Шамотул та Яна Менжика. У пізніші часи ця земля стала складовою частиною маєтностей магнатів Язловецьких.
У 1627 році Ядвіга Белжецька з роду Язловецьких стала фундаторкою осередку ченців домініканів у Мурафі. У 1648 році в Мурафському монастирі не обійшлося без жертв: жорстоко замордували отця Домініка, настоятеля кляштору, родом із Меджибожа. Будівлю (на той час вона була дерев'яна) зруйнували козаки Богдана Хмельницького.
У другій половині XVIII століття Мурафа розвивається. На цей час вона переходить від Тишкевичів до Потоцьких. У 1766 році нею вже володів Йоахім Кароль Потоцький, теребовлянський староста, підчаший литовський, генерал-поручник королівських військ, один з ватажків Барської конфедерації. У містечку Потоцький відкрив ремісничі цехи, побудував селітряний завод, замостив головну вулицю та обсадив її деревами, звів палац (який у ХХ столітті зруйнувала радянська влада), влаштував парк зі звіринцем, намагався відновити обороні споруди. Але головна його заслуга перед Мурафою в спорудженні заново в 1786–1791 рр. домініканського монастиря. Велика сіра (сьогодні біло-голуба) двобаштова будівля костелу, присвяченого Непорочному Зачаттю Пресвятої Діви Марії, підноситься й сьогодні у тій же пишності.

### Від ХІХ ст. до сьогодення

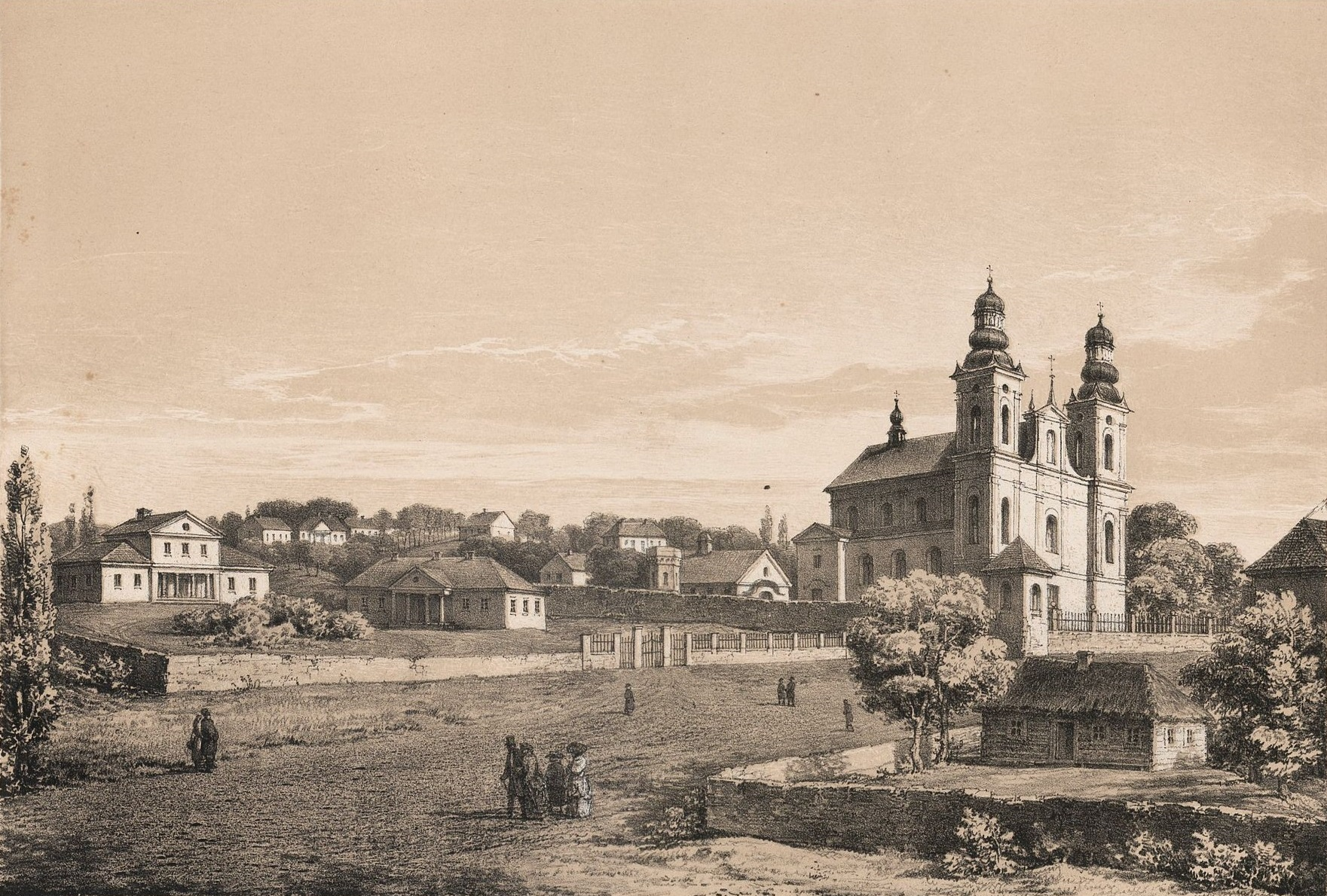
Костел Непорочного Зачаття і палац Потоцьких у Мурафі. Літографія Наполеона Орди

У першій половині 1850 року російська імперська влада ліквідувала домініканський монастир, ченців — розпущено. Костел залишився як парафіяльний. Першим адміністратором парафіяльного костелу став 27-літній ксьондз Іпполіт Ігнатовський, у сані з 1845 р; а першим вікарієм — Томаш Смолінський, ієромонах домініканського ордену, у сані з 1827 р. Парафіян тоді було 4800 осіб. Платню священнослужителі отримували з прибутків храму. Спочатку численні будівлі колишнього кляштору, його територія належала місцевим органам влади, але 11 червня 1857 році було передано їх костелу.
Найбільше часу в ХІХ століття служив спочатку в домініканському монастирі, а потім у парафіяльному костелі Томаш Смолінський (1804—1880), який у 23 роки став ченцем. «Пережив» не одного настоятеля: гвардіана Євгенія Будревича, адміністраторів — Іпполіта Ігнатовського, Броніслава Малиновського, Йоана Сціславського, помер при Антонієві Ставинському.
У травні 1884 р. адміністратором призначено Юліана Корчинського. Майно костелу передав попередник — ксьондз Антоній Ставинський, якого перевели до Ямполя. Нині в костелі зберігають старовинні ризи, згадані в описі 5 травня 1884 р.; пишні, оксамитові й атласні, шиті золотом, — вони досі служать священикам у найбільші релігійні свята. На одних із них стоїть дата — 1824 рік, виготовлено у Варшаві.
На той час до парафії, крім Старої та Нової Мурафи, належали: містечко Джурин і села: Адамівка, Деребчин, Деребчинка, Федорівка, Голинчинці, Юхимівка, Клекотина, Михайлівка, Писарівка, Сапіжанка, Тарасівка, Семенівка, Травна, Вознівці, Заячівка, що разом нараховували 6428 парафіян.
З 1886 р. по 1907 р. парафію очолював здібний адміністратор о. Ришард Розенберг. Саме за нього встановлено бронзові з кришталем люстри, замовлені у Варшаві, кольорові вітражі, а майстри пензля виконали горельєфні картини на теми євангельських «притч». Також були поставлені пам'ятні дошки на честь закінчення ХІХ і початку ХХ століття (зліва) та фундаторська дошка на честь Йоахіма Кароля Потоцького, похованого в крипті під порогом входу до костелу. Він замінив у костелі головний вівтар і амвон, які збереглися й донині.

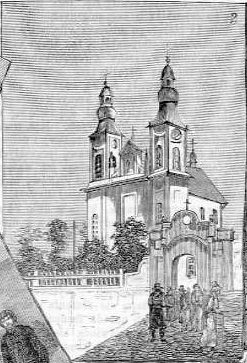
Костел на рисунку з журналу «Kłosy»(1875)

29 листопада 1907 р. костел прийняв о. Віктор Стрончинський. У 1914 р. на півдні Поділля лютувала холера, йшла Перша світова війна. У Мурафі з 10 липня по 6 вересня 1914 р. було 17 холерних хворих; з них 9 померло і 8 вижили. У поселені працював епідемічний персонал, що складався з одного лікаря, одного студента-медика й одного фельдшера. Настоятель вважав своїм обов'язком пособорувати вмираючих римо-католицького обряду і неодноразово відвідував холерний барак. 13 лютого 1930 р. Стрончинського заарештовано й ув'язнено в тюрму Могилів-Подільського ДПУ, 14 лютого відбувся перший допит. Їх було ще багато і в Могилеві-Подільському, і в Києві, куди перевезли священнослужителя. Вони дають певну уяву про події революції та громадянської війни, пізніші роки. 1 березня 1930 р. Стрончинський вже допитувався в Києві «майстрами» більш високої кваліфікації. З ним «працював» уповноважений Гришин. Київський слідчий весь час намагайся «пришити» арештованому спільну діяльність з агентом польського генштабу Мелабенським по переправці віруючої молоді за кордон. Справу по звинуваченню Стрончинського Віктора направили в судову Трійку при колегії ДПУ УРСР з клопотанням про ув'язнення в один з концтаборів СРСР терміном на 10 років. Судова Трійка при колегії ДПУ УРСР 10 травня справу № 820 Київського окружного відділу ДПУ заслухала і постановила: «Стрончинського Віктора Костянтиновича — ув'язнити в концтабір, терміном на 5 років. Справу здати до архіву». Термін ув'язнення ксьондз відбув у концтаборі Котласу Архангельської області. Вірні парафіяни не забули свого пастиря і посилали йому теплий одяг, гроші і харчі. Але після відбуття покарання його не пустили в Україну, а 18 січня 1938 — розстріляли. Лише 13 березня 1990 прокурор Прикарпатського військового округу реабілітував невинну людину.
Після арешту Стрончинського до містечка доїжджав ксьондз з Томашполя Антон Павільчюс. У 1935 році заарештували і його. Віруючі Мурафського римо-католицького костелу об'єдналися на добровільних засадах у 1941 р. і обрали двадцятку для роботи і відправлення релігійних обрядів. На той час парафія об'єднувала 24 села, а загальна кількість парафіян становила 6412 чоловік.
14 листопада 1953 р. до парафії приїхав ксьондз Войтех Дажицький. Радянська влада дозволяла служити йому тільки в Мурафі. Виїжджати до сіл, які входили до парафії, заборонялося. При виїзді до інших населених пунктів потрібні були письмові звернення віруючих громадян і дозвіл на один день від уповноваженого. З року в рік ріс авторитет настоятеля серед віруючих. Це почало непокоїти релігійних наглядачів. Мурафському настоятелю Дажицькому було пред'явлено ряд надуманих претензій, звинувачено в порушенні радянського законодавства про культуру і позбавлено 21 травня 1957 р. парафії.
16 січня 1961 року настоятелем став о. Антон Хоміцький (пом. 13 травня 1993). Йому було видано відповідну довідку про реєстрацію служителя культу, дозволено відправляти службу в Мурафі і доїжджати на прохання вірних до інших парафій. У 1986 році Мурафська громада святкувала 200-річчя відбудови костелу Йоахімом Потоцьким. 27 липня 1986 р. заступник уповноваженого і секретар райвиконкому с. Мурафи (за радянської влади назва села — Жданово) провели «профілактичну бесіду» з ксьондзами, які обслуговували цю парафію — А. Хоміцьким та С. Шуляком і членами церковного активу. Урочиста меса в костелі відбулася 17 серпня 1986 р.

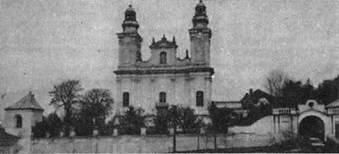
Костел у другій половині ХХ століття

З травня 1993 по липень 1995 рр. настоятелем Мурафського костелу був ксьондз Станіслав Шуляк, який на території парафії та Кам'янець-Подільської дієцезії збудував більше 10 храмів.
З липня 1995 по серпень 2002 рр. настоятелем костелу був Броніслав Бернацький — на той момент ксьондз-прелат, генеральний вікарій Кам'янець-Подільської дієцезії Римо-католицької церкви. У 2002 році був обраний єпископом, призначений єпископом Одесько-Сімферопільсткої дієцезії. Броніслав Бернацький — перший український ксьондз Римо-католицької церкви. 25 лютого звільнений як ординарій Одесько-Сімферопольської дієцезії, відтоді перебуває в Мурафі. Зі серпня 2002 по серпень 2010 рр. настоятелем костелу був о. Петро Лічняровський, від серпня 2010 —  4 жовтня 2019 рр. о. Павло Каліновський, від 4 жовтня 2019 — до сьогодні є  о. Юзеф Павлюк.
Слава Мурафського костелу — його численний чотирьохголосний хор, котрим керує органіст Геннадій Сварцевич. Також при костелі працюють сестри зі Згромадження Сестер Служебничок НЗПДМ 
Нині парафія складається з двох населених пунктів — Мурафи та Клекотина, налічує 3335 вірян. Під час душпастирських відвідин, які були протягом 27.12.2019-13.01.2020 р., був також підрахунок парафіян.
Душпастирські відвідини та підрахунок парафіян відбувалися під керівництвом о. Юзефа Павлюка.
15 серпня 2022 року о 11:00  костел Непорочного Зачаття Пресвятої Діви Марії був проголошений Санктуарієм Матері Божої Мураховської.

## Архітектурне оформлення

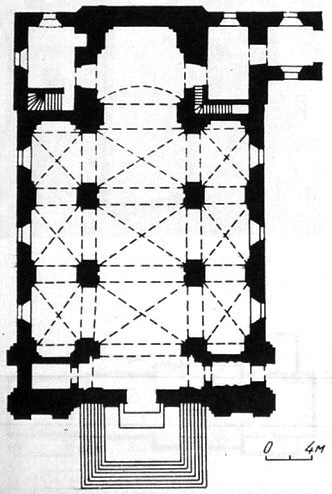
План костелу

Храм видно здалека, він домінує над іншими будівлями містечка. Планово-просторова структура будівлі вирішена в традиційних формах двобаштових базилік. Мурафський костел отримав характерне для згасаючого бароко декоративне оформлення. Високі башти, які раніше були розкриті для бою дзвонів, фланкують портал з трикутним фронтоном і волютами. Костел поставлений на вирівняному майданчику, який піднятий над вулицею підпірною стіною. Стіні надано напівкруглий виступ, що відповідає паперті, але він з'явився вже наприкінці XVIII століття, коли підпора стіни змінила стару фортечну. Про неї нагадує масивна кутова башта п'ятикутового плану, теж перероблена з колишньої оборонної. Башти стояли колись по чотирьох краях прямокутника фортечних мурів з місцевого вапняку, які огороджували монастир. Краще збереглися північно-східна шестигранна цеглина башта й ділянки південних і східних стін. І сьогодні видно ланцюг невеликих бійниць, широко розкритих назовні, що тягнуться вздовж стін. З тих же, мабуть, часів зберігся без змін братський корпус келій — двоповерховий, під високим, із заломом, характерний для бароко, чотирьохскатним дахом. Декор будинку простий і підпорядкований традиціям католицьких будівель, де головний акцент падає на фасад. Тут — невеликий ризаліт, декорований пілястрами з коринфськими капітелями і увінчаний фронтоном складних барочних обрисів. Невисокі прямокутні вікна отримали на першому поверсі хвилеподібні мандрики, а на другому — прямі. Збереглися і важкі вхідні двері з міцними засувами, гачками і вічком. За дверима — лунка склепінчастого коридору з дверима в келії, сходи на другий поверх. Мабуть, при відбудові костелу був введений декоративний елемент — глуха барочного малюнку балюстрада, яка стилістично об'єднала частини ансамблю різних часів. І тільки східний, з граненою абсидою фасад костелу, за традицією, позбавлений декору. У центрі, на рівні другого світла — велике овальне надвівтарне вікно з ефектним вітражем. Всередині восьмистопна базиліка оформлена пілястрами коринфського ордену з позолоченими капітелями. Чепурні завитки і волюти обрамовують орган на хорах. В замках архівольтом середнього нефу вміщено герби визначних польських родин: Потоцьких та Грохольських. Примітні старі бронзові з кришталем люстри, вітражі, виконані в 1895 році у Варшаві, горельєфні картини на теми євангельських «притч», масивна різна кафедра. З боків головного входу на пілонах вміщено пам'ятні дошки: на честь закінчення ХІХ і початку ХХ століття (зліва) та фундаторська дошка на честь Йоахіма Кароля Потоцького, похованого в крипті під порогом входу до костелу.

## Орган костелу

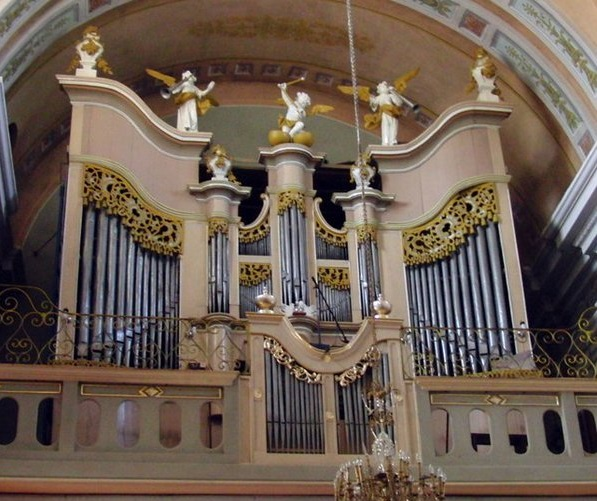

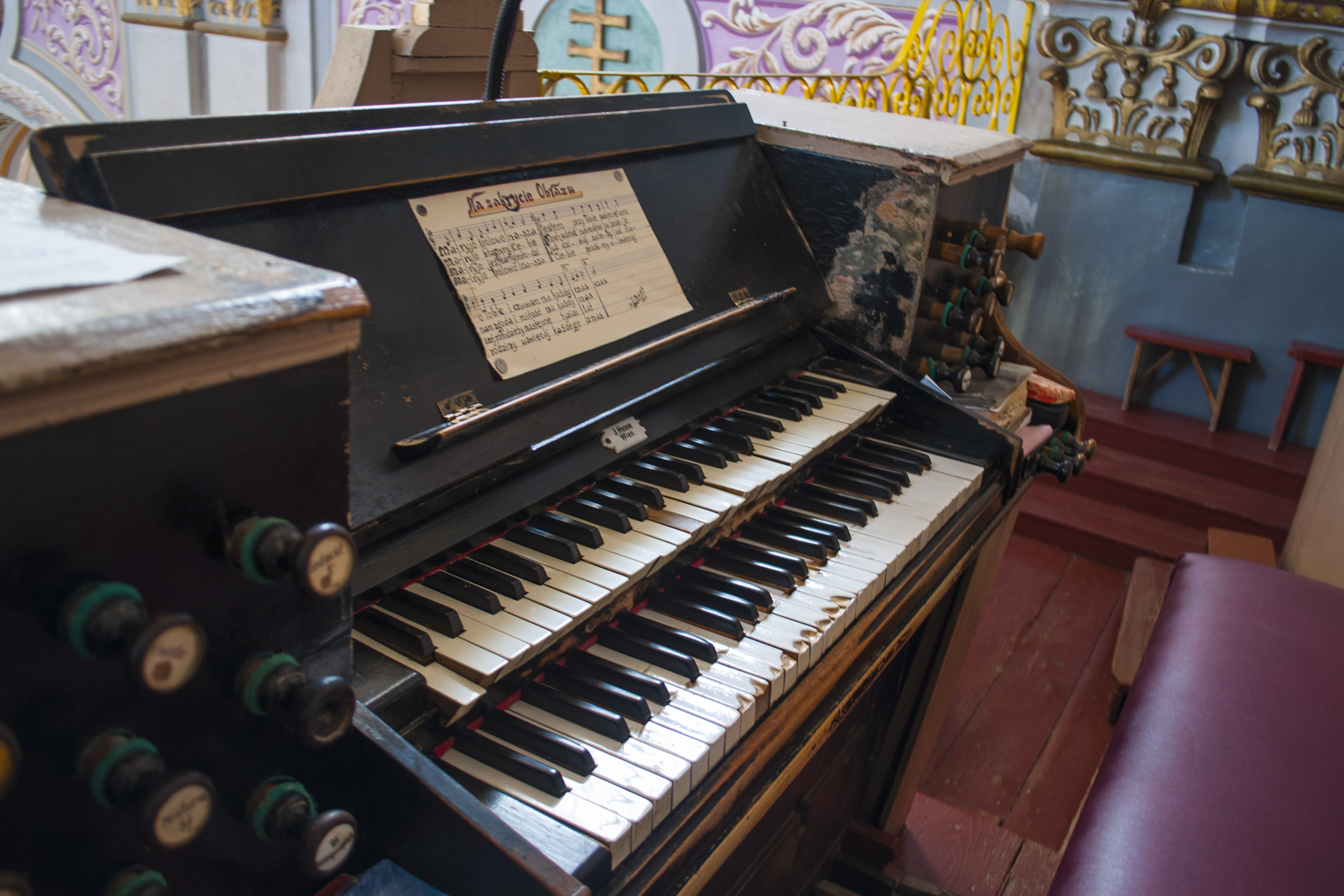
Орган костелу

Орган на хорах костьолу належить авторству віденського органобудівника Й. Гессе (J. Hesse). Інший відомий будівник органів з Відня — Карл Гессе, 1808—1882), який у 1858 році збудував орган у Кам'янець-Подільському (першим інструмент Карла Гессе у цьому регіоні). Авторство останнього не викликає сумнівів: про це свідчить автентична табличка на пульті органа. Найбільше ймовірно, що Й. Гессе — син Карла, орган виготовлений близько 1870 року. У плани творця органів входила побудова інструменту для містечка Жванець, але немає даних про виконання цього замовлення.
Орган на хорах костелу і за своїм виглядом, і за фізичним станом — дуже старий; стан його незадовільний, але він діє і його використовують під час богослужінь. Орган має два мануала (по 54 клавіші) та педаль (27 клавіш), 21 регістр, трактура — механічна. Орган являє собою значну історичну цінність, вимагає невідкладного ремонту.

## Священники, які походять з парафії НЗПДМ
- Віталій Кучер
- Францішек Карасевич
- Владислав Завальнюк
- Йосип Свідніцький
- Броніслав Бернацький
- Віктор Антонюк
- Станіслав Шуляк
- Віктор Шевцов
- Анатолій Шпак
- Юзеф Павлюк
- Анатолій Оріховський
- Петро Гідзіль
- Віктор Шклярчук
- Віктор Білоус
- Олександр Оріховський
- Олександр Зілінський
- Анатолій Постолович
- Віктор Шаргало
- Владислав Котюжанський
- Валерій Гідзіль
- Віталій Гідзіль
- диякон Анатолій Боднажевський

## Настоятелі костелу Непорочного Зачаття Пресвятої Діви Марії
1. Іполіт Ігнатовський (1850—1856 рр.)
2. Броніслав Малиновський (1857—1865 рр.)
3. Іоан Сціславський (1865—1878 рр.)
4. Антоній Ставицький (1878—1884 рр.)
5. Юліан Корчинський (1884—1886 рр.)
6. Рішард Розенберг (1886—1907 рр.)
7. Віктор Стрончинський (1907—1930 рр.)
8. Войцех Дажицький (1953—1957 рр.)
9. Антоній Хоміцький (1961—1993 рр.)
10. Станіслав Шуляк (1993—1995 рр.)
11. Броніслав Бернацький (1995—2002 рр.)
12. Петро Лічняровський (2002—2010 рр.)
13. Павло Каліновський (2010-2019pp.)
14. Юзеф Павлюк (з 4 жовтня 2019 - 1 вересня 2024 рр.)
15. о Едуард Пюро (з 1 вересня 2024 року)

## Адреса
Вінницька область, Жмеринський район, село Мурафа, вул. Дружби, 75.

## Світлини

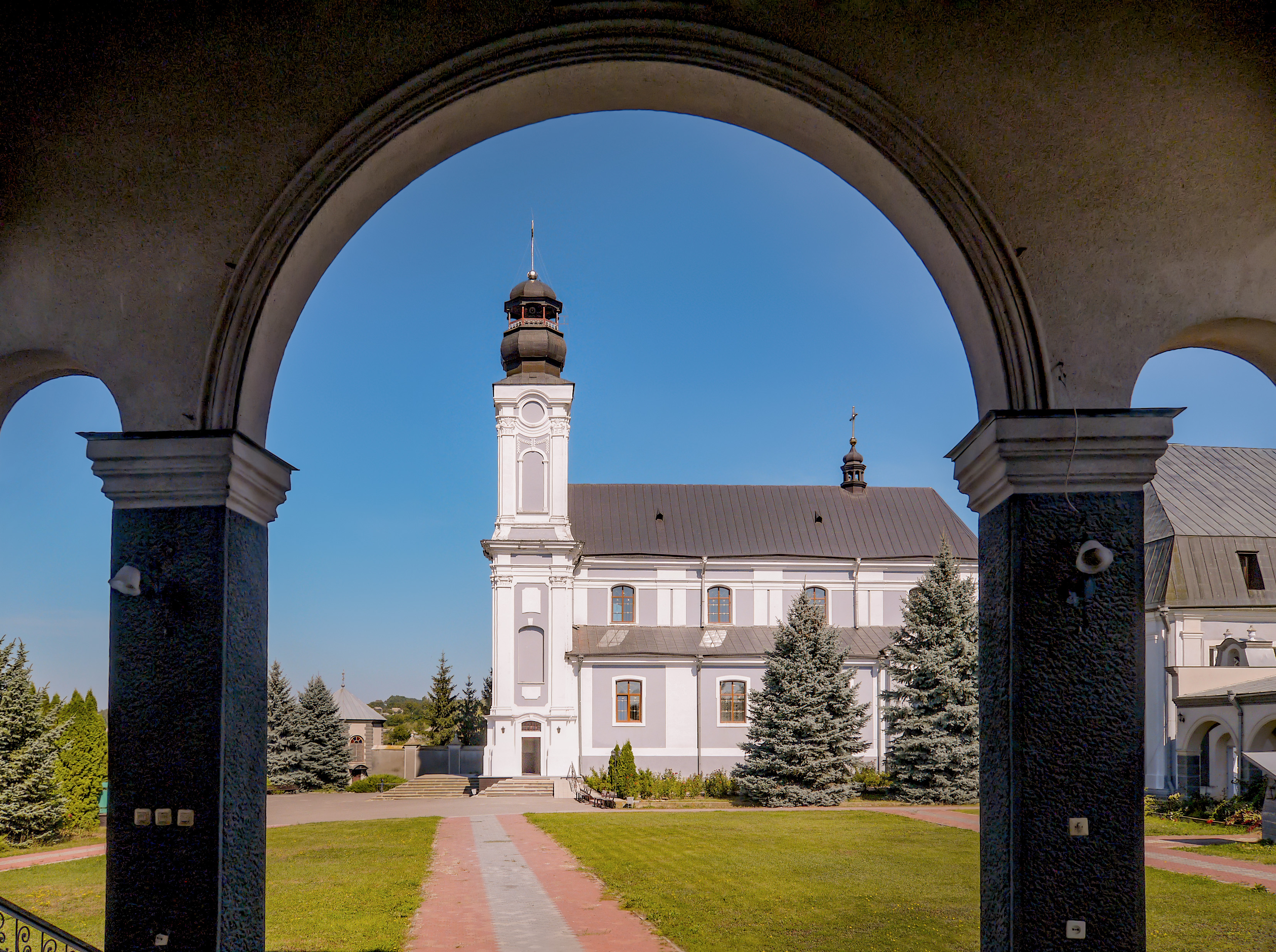
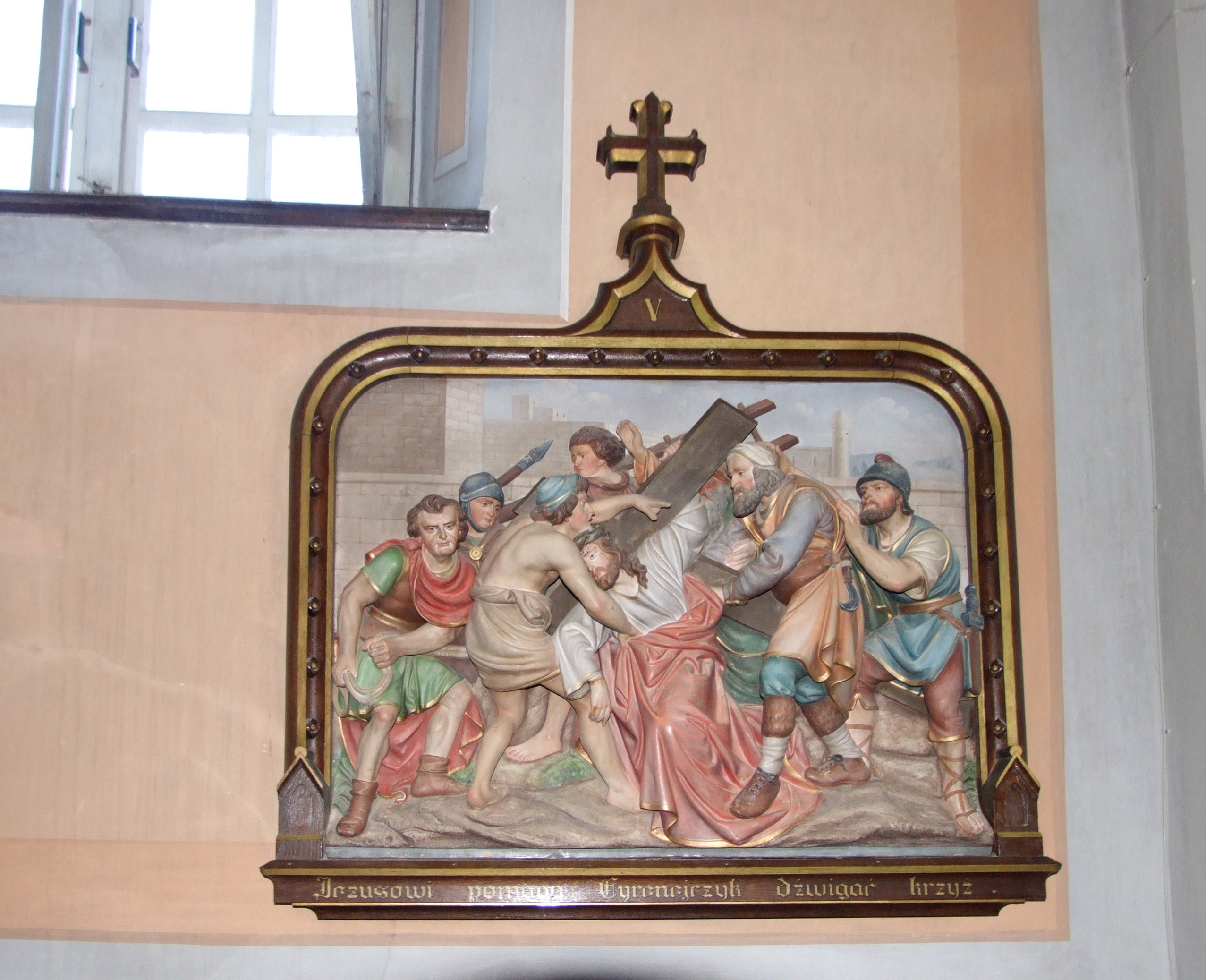
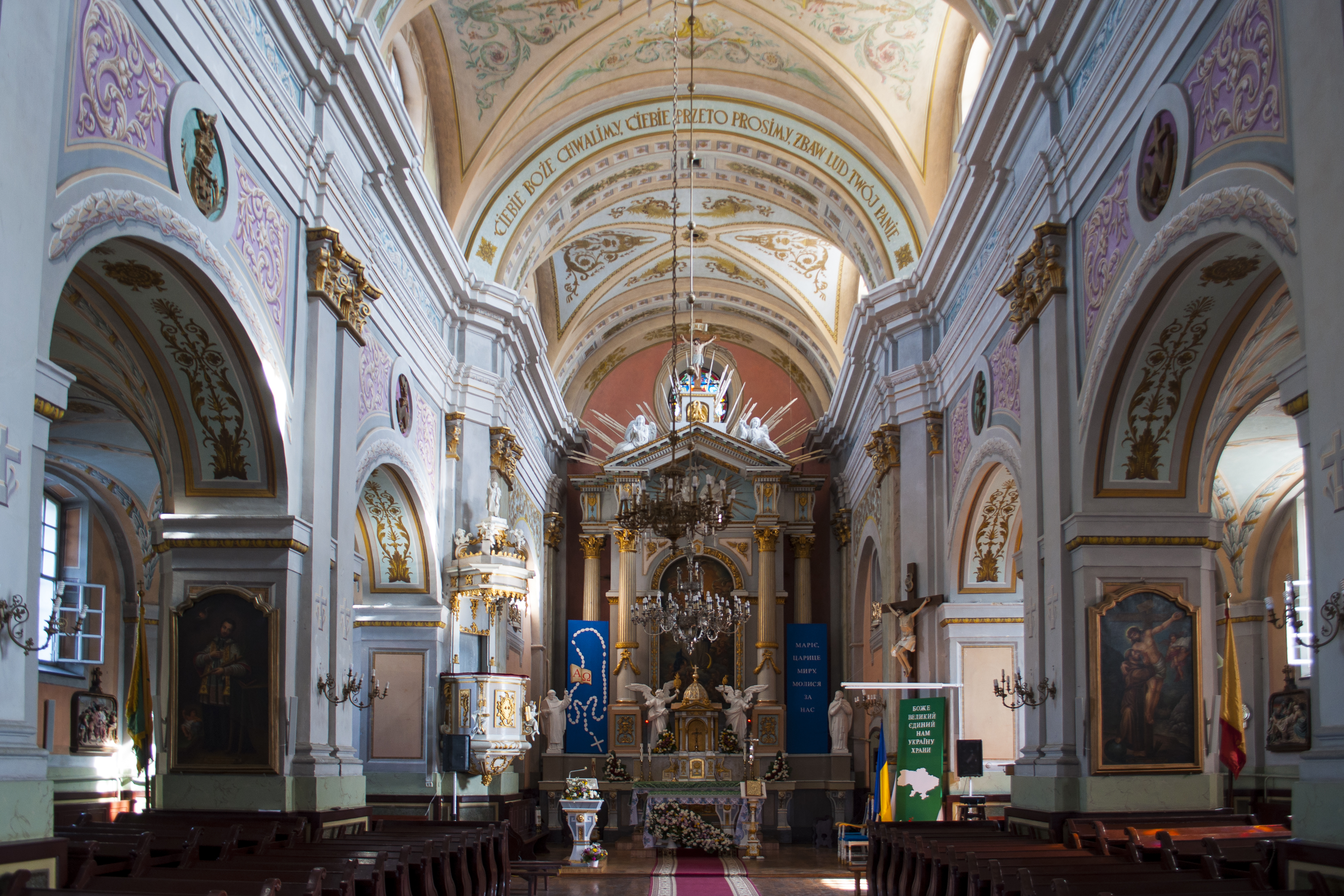
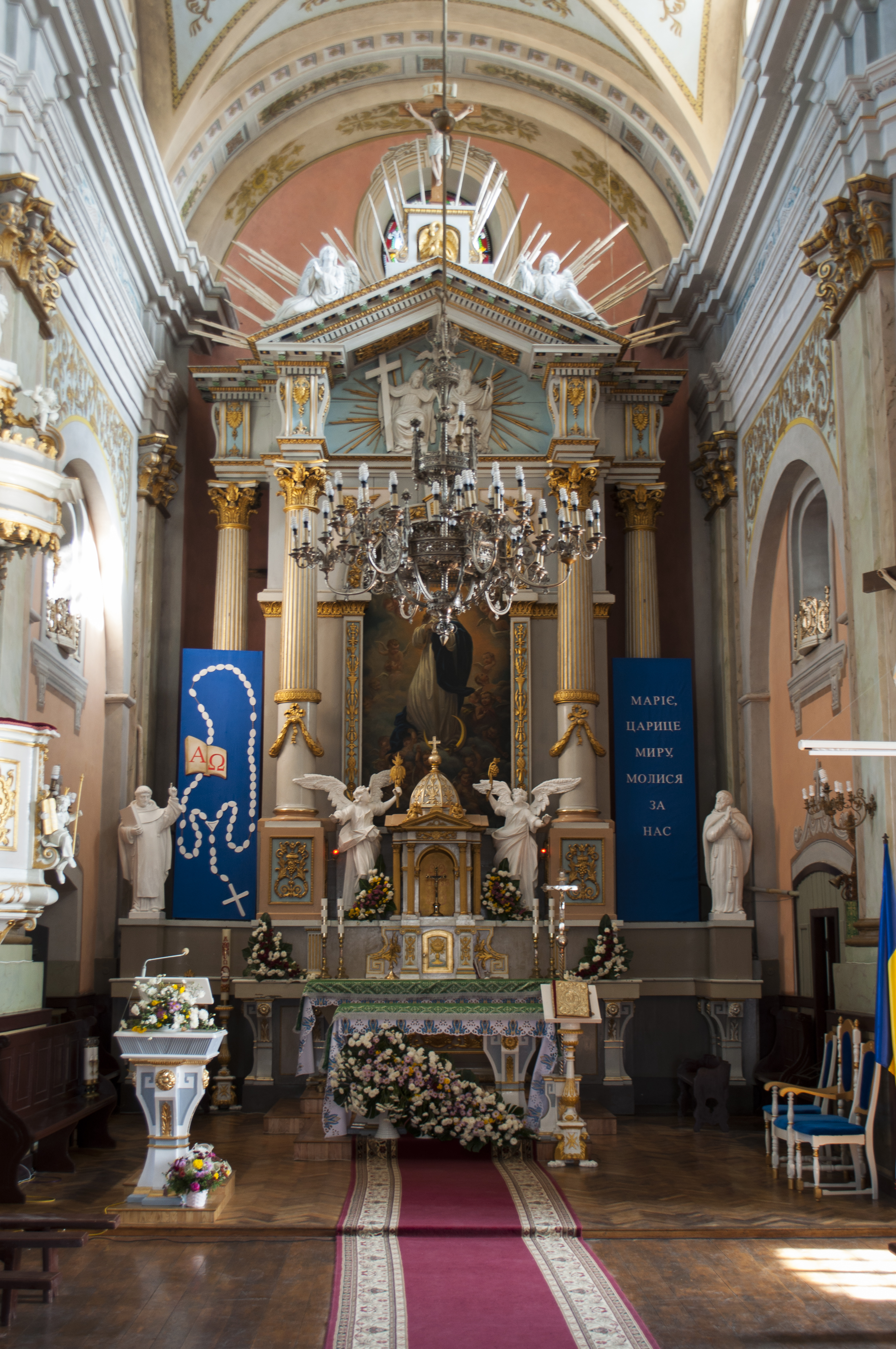
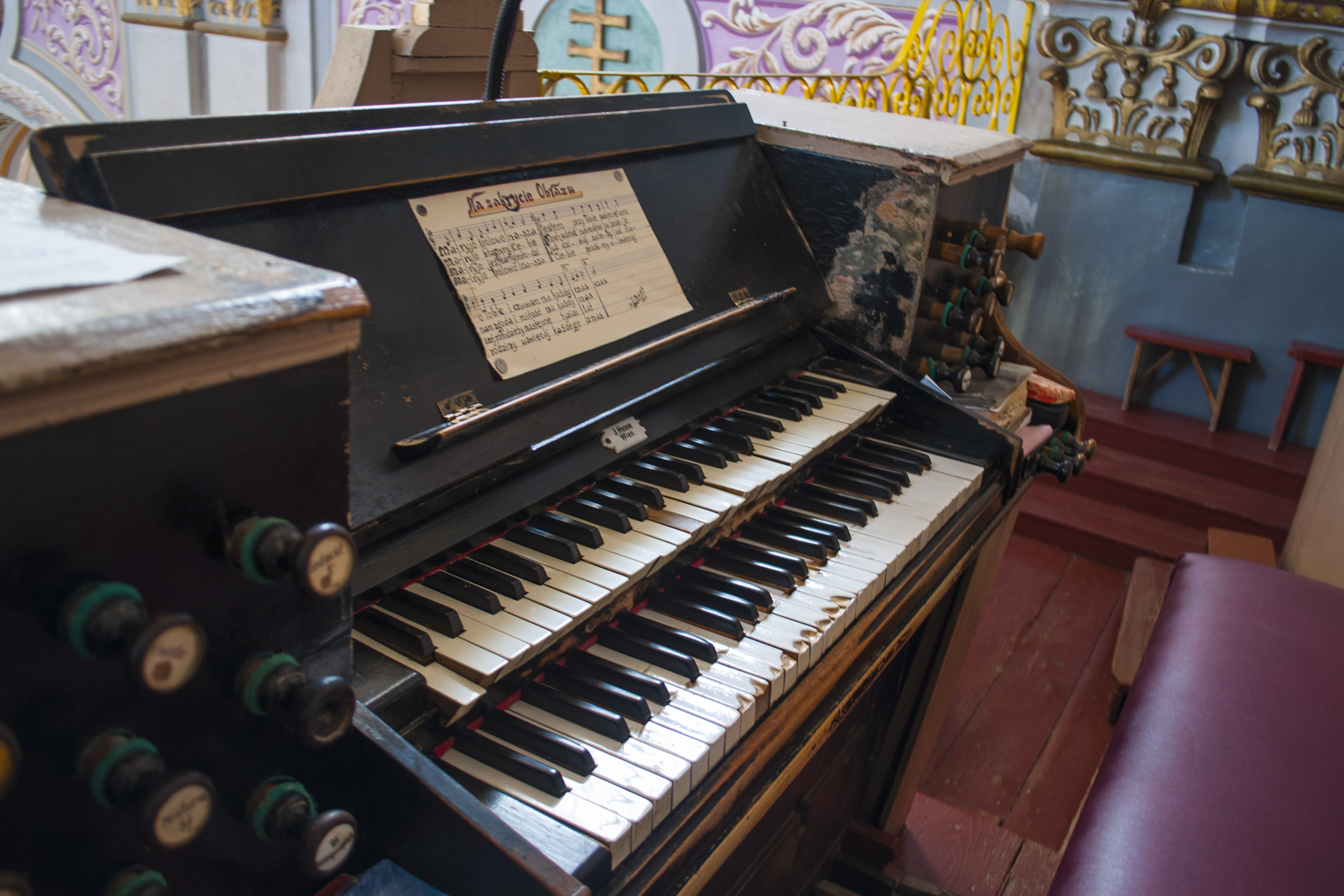
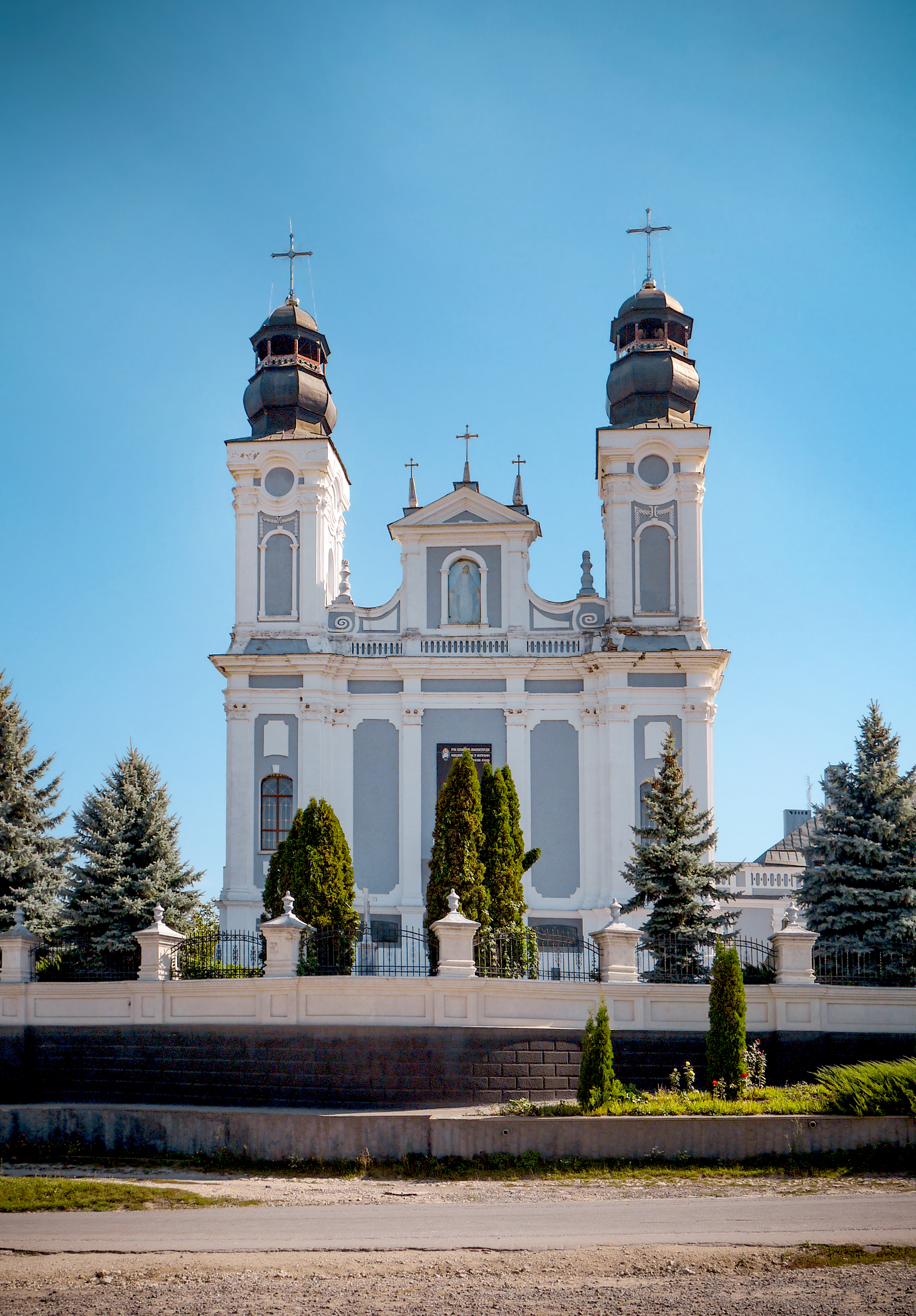
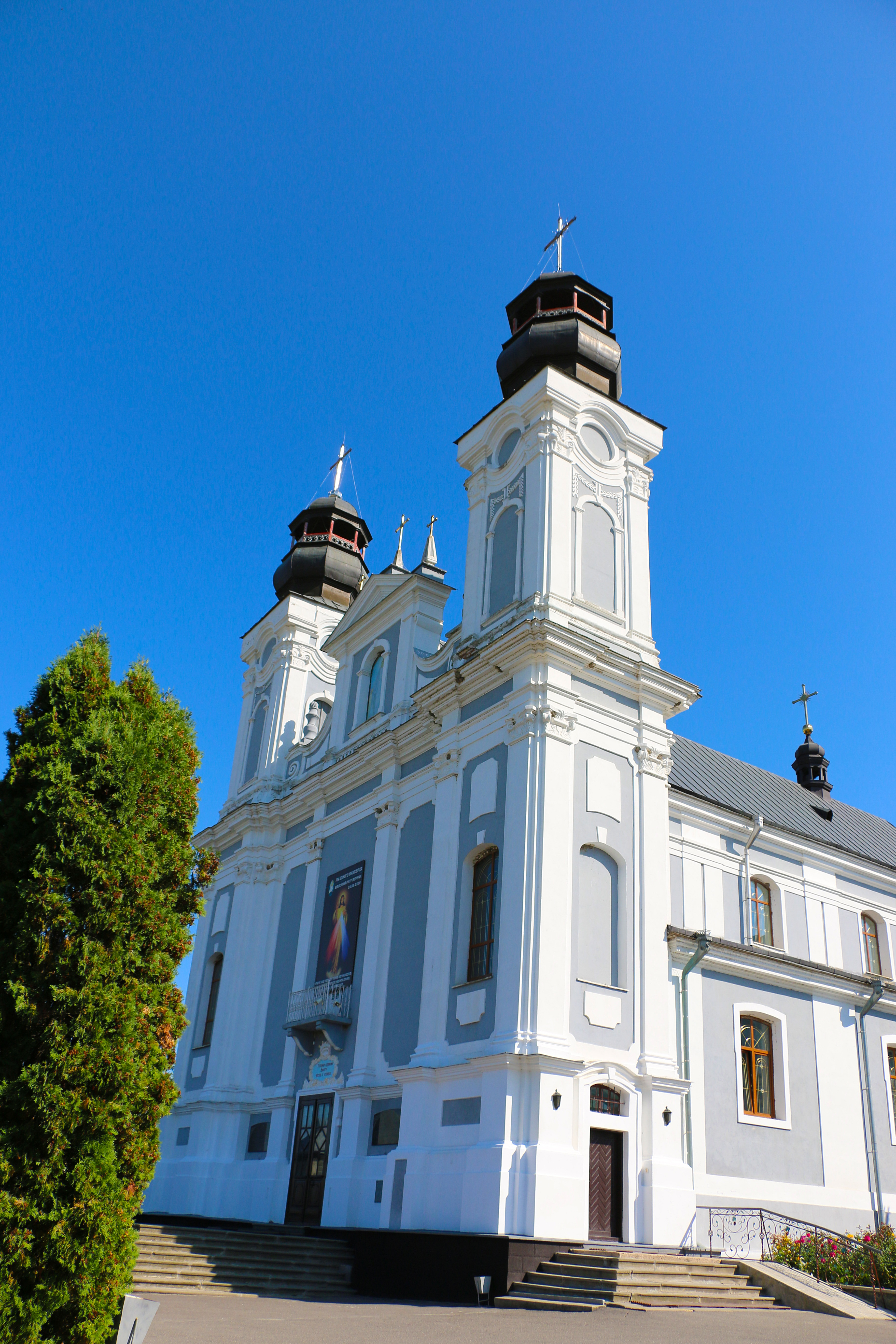